# 樹藝

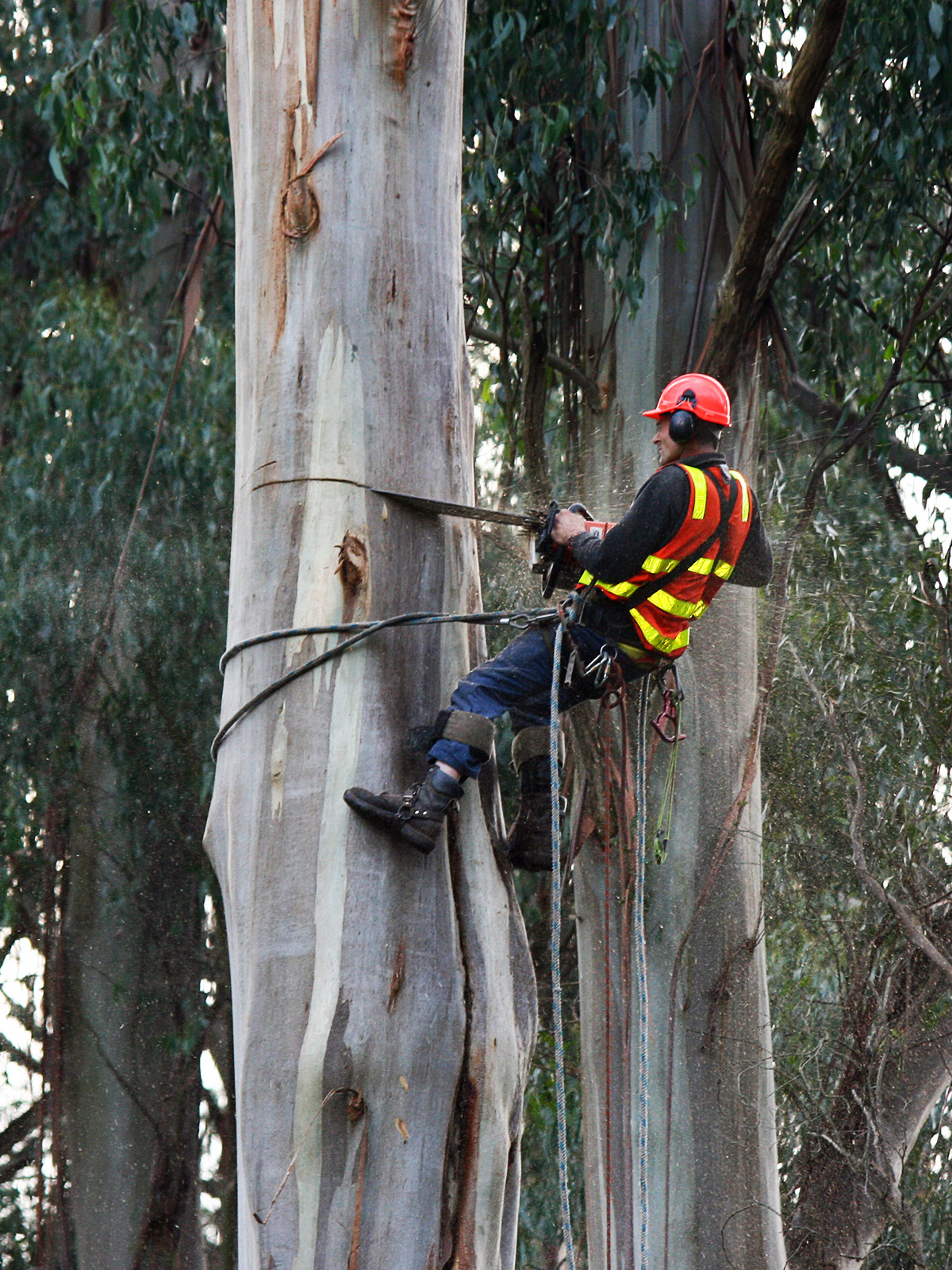
一位執業的樹藝師在澳洲一處公園內的桉樹上使用鏈鋸。攝於澳洲維多利亞省。

樹藝（英文：Arboriculture，(/ˈɑːrbərɪkʌltʃər/）亦稱樹藝學或植樹學，為進行栽培、研究、經營管理單獨一株樹木、灌木、藤本植物或其他多年生木本植物的工作或學科。
樹藝同時具有理論科學與實地操作的內涵，在科學上，樹藝研究植物如何生長，以及在不同生長環境和不同栽培技術下，植物會出現何種反應；在實作上，樹藝包含選種、種植、整枝、施肥、蟲害和病菌控制、剪定、樹形修整、伐除等栽培技術。
從事樹藝相關研究或工作的人士被稱為樹藝師（Arborist）或樹藝家（Arboriculturist）。

### 引用
1. ↑  條目翻譯 （页面存档备份，存于），台灣：國家教育研究院。

### 書目
1. 吳孟玲、蕭祺暉.  (PDF). 台灣: 農委會林務局. 2012-06  [2014-03-22]. （原始内容 (PDF)存档于2014-03-22） （中文）.
2. Harris, Richard W. . Englewood Cliffs, New Jersey 07632: Prentice-Hall, Inc. 1983: 2–3. ISBN 0-13-043935-5 （英语）.
3. . . Merriam-Webster （英语）.
4. . . 2007 （英语）.
5. . . Houghton Mifflin Company. 2000 （英语）.

## 外部連結
- 英國樹藝學會 （页面存档备份，存于）
- 美國國際樹藝學會 （页面存档备份，存于）
- 歐洲樹藝委員會 （页面存档备份，存于）
- 澳洲樹藝 （页面存档备份，存于）
- 綠化、園境及樹木管理組 （页面存档备份，存于），香港：樹木管理辦事處